# A.L.S.Z.V. De Blauwe Schuit
De Algemene Leidse Studenten Zeilvereniging De Blauwe Schuit is een zelfstandige studentenzeilvereniging in de Nederlandse stad Leiden.

## Karakteristieken
Opgericht in 1966 als een subvereniging van VSL Catena, is zij inmiddels uitgegroeid tot een zelfstandige vereniging met zo'n 350 leden en een vloot van zeventien zeilboten.

## Geschiedenis
Op 8 november 1966 richtte een aantal zeilenthousiastelingen een subvereniging van VSL Catena op, genaamd "CZV Het Dekzeiltje". In 1970 werd de vereniging zelfstandig en ging zij verder onder de naam Algemene Leidse Studenten Zeil Vereniging De Blauwe Schuit. Sindsdien huurde zij ook een klein pand aan de 5e Binnenvestgracht in de binnenstad, dat tot voor kort nog in gebruik was als borrel- en vergaderruimte. Dit pand was toen nog eigendom van de Universiteit Leiden, maar is in 1988 verkocht aan de nieuw opgerichte Stichting Het Blauwe Huis, die zich als doel stelde De Blauwe Schuit te huisvesten.
In 1979 liet de vereniging een eigen loods bouwen aan de Dwarsweteringkade te Leiderdorp, waar zij ook een haven heeft voor de boten. Inmiddels is de vereniging verhuisd naar het Universitair Watersportcentrum, waarin De Blauwe Schuit samen met Asopos de Vliet, A.L.S.K.V. Levitas en de Leidse Studenten Duikvereniging een nieuw onderkomen heeft gevonden.

## Vloot
De Blauwe Schuit heeft zes open kielboten (Valken) en acht zwaardboten (6 RS500's, en 2 Laser Pico's en 2 Topazen). Daarnaast beschikt de vereniging sinds december 2017 over een kajuitjacht, een FF65 genaamd de FireFly. De kielboten en eenmanszwaardboten worden vooral gebruikt voor zeilinstructie, met de RS500's worden diverse nationale en internationale wedstrijden gevaren.
Het onderhoud van de boten heeft De Blauwe Schuit geheel in eigen beheer. Gedurende de wintermaanden worden de boten uit het water gehaald voor groot onderhoud, maar van maart tot en met november zijn alle boten beschikbaar voor toertochten, instructie en wedstrijden.

## Zeilgebied
De Blauwe Schuit zeilt vooral op de Kagerplassen, die vanaf de eigen haven binnen een half uur te bereiken zijn. Regelmatig worden gedurende het zeilseizoen kampen georganiseerd aan de Wijde Aa, en 's zomers vindt een drieweekse toertocht naar Friesland plaats.
Bij de diverse wedstrijden op de Kagerplassen en Braassemermeer verschijnen boten van De Blauwe Schuit aan de start, maar ook bij EK's en WK's in het buitenland, zoals het EK Laser II 2010 in Italië en het WK 2009 in Weymouth. Ook worden er WK's gevaren met de RS500. De laatste was in Travemünde in 2016.

## Disputen
Sinds 2010 beschikt A.L.S.Z.V. De Blauwe Schuit over disputen. Het oudste dispuut heet H.D. Hybris en is enkel toegankelijk voor heren. Het damesdispuut Eurydice bestaat sinds 2011. De Blauwe Schuit had ook behoefte aan gemengde disputen. Daarom werd in 2016 D.H.D Aletheia opgericht en in 2020 H.D.D. Spartivento.